# Raron
Raron (Frans: Rarogne) is een gemeente en plaats in het Zwitserse kanton Wallis, en maakt deel uit van het district Westlich Raron.
Raron telt 1.900 inwoners. Nabij Raron bevindt zich de Lötschberg-Basistunnel.
Op de begraafplaats van Raron ligt de beroemde dichter Rainer Maria Rilke (Praag, 4 december 1875 – Montreux, 29 december 1926) begraven.

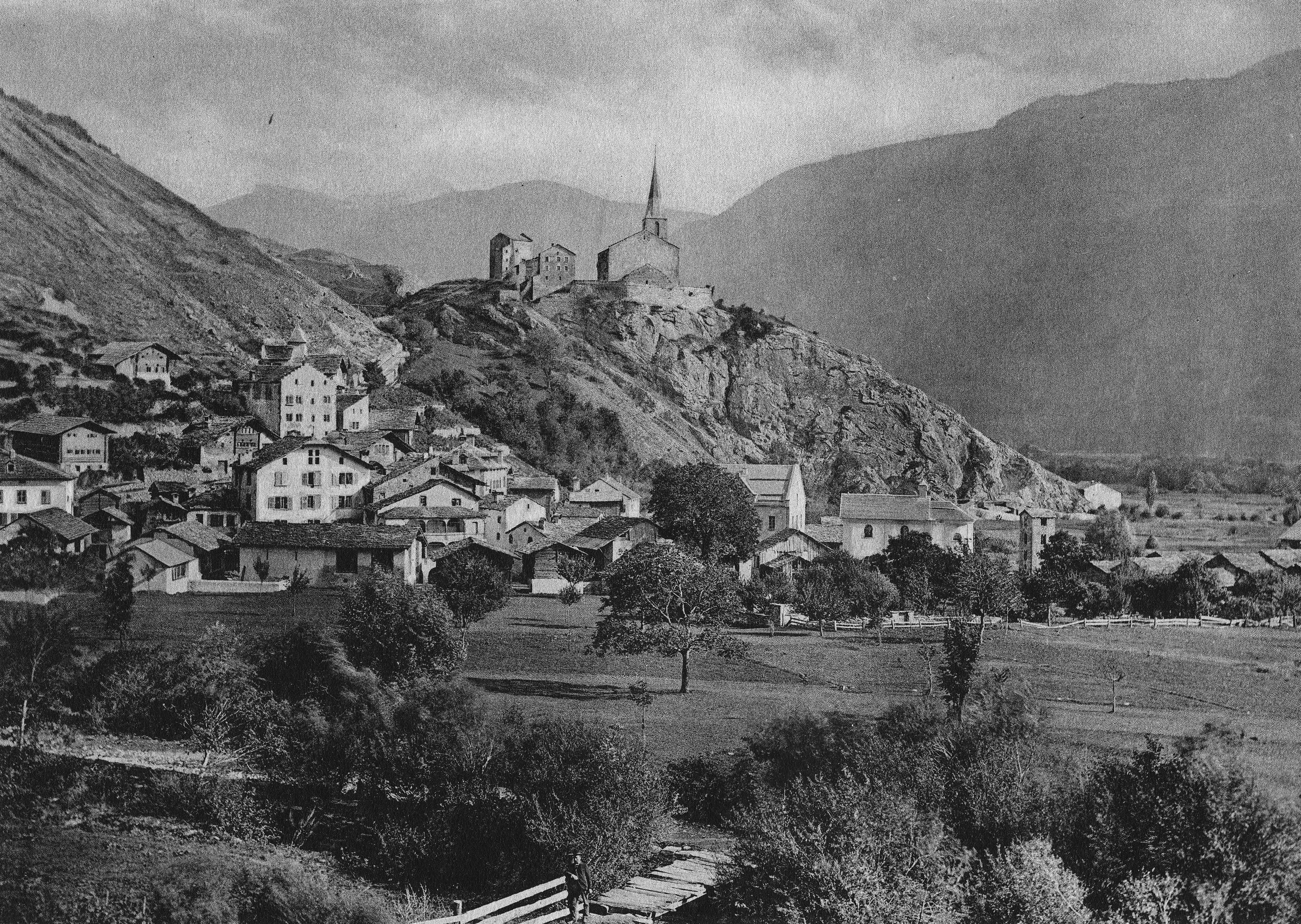
Zicht op Raron. Afbeelding uit een van de jaarboeken van de Zwitserse Alpenclub, geschreven door Heinrich Dübi.

## Geboren
- Erich Burgener (1951), Zwitsers voetballer
- Georges Bregy (1958), Zwitsers voetballer